# Občanský závazek (politická strana)
Občanský závazek (italsky Impegno Civico, zkratka IC) je italská centristická politická strana, respektive koalice politických stran vedená ministrem zahraničí Luigim Di Maiem. Aliance vznikla 1. srpna 2022 spojením subjektů Společně pro budoucnost (IpF) a Demokratický střed (CD) za účelem kandidatury v parlamentních volbách 2022.

## Členské strany
| Strana | Strana                       | Ideologie         | Zastoupení | Zastoupení |
| Strana | Strana                       | Ideologie         | Poslanci   | Senátoři   |
| ------ | ---------------------------- | ----------------- | ---------- | ---------- |
|        | Společně pro budoucnost      | Centrismus        | 53         | 11         |
|        | Demokratický střed           | Křesťanská levice | 5          | –          |
|        | Italská animalistická sttana | Práva zvířat      | –          | –          |

## Historie
Uskupení Společně pro budoucnost (IpF) založil Luigi Di Maio v červnu 2022 poté, co opustil Hnutí pěti hvězd. V Poslanecké sněmovně byla založena skupina IpF, čítající přes 50 poslanců. Skupina v Senátu však dle pravidel komory musí obsahovat název subjektu, který kandidoval v posledních volbách. Zde Di Maiovi pomohl poslanec Bruno Tabacci se svojí stranou Demokratický střed, která tuto podmínku splňovala. Senátorská skupina proto dostala název „Společně pro budoucnost– Demokratický střed“.
1. srpna 2022 pak Di Maio a Tabacci oznámili vytvoření aliance Občanský závazek (IC) s ohledem na parlamentní volby, které se odehrají 25. září 2022 a do nichž se zapojí jako součást Středolevicové koalice. Luigi Di Maio IC popsal jako „reformistickou stranu zaměřenou na inovace, ekologii, mladé a sociální otázky“. Formace vyjádřila podporu politice premiéra Maria Draghiho a vymezila se vůči extremismu. Klade si za cíl zabránit vítězství pravicové koalice v parlamentních volbách.
Do Občanského závazku oznámila po jeho vytvoření vstup také Italská republikánská strana. Již 8. srpna však od dohody odstoupila a připojila se ke kandidátce Italia Viva. Ve stejný den se do IC zapojila Italská animalistická strana.

## Volební výsledky

### Poslanecká sněmovna
| Volby | Hlasy   | Hlasy | Mandáty | Mandáty | Pozice | Postavení |
| Volby | Počet   | %     | Počet   | ±       | Pozice | Postavení |
| ----- | ------- | ----- | ------- | ------- | ------ | --------- |
| 2022  | 169 165 | 0,6   | 1/400   | ▬0      | ▲15.   | Opozice   |

### Senát
| Volby | Hlasy   | Hlasy | Mandáty | Mandáty | Pozice |
| Volby | Počet   | %     | Počet   | ±       | Pozice |
| ----- | ------- | ----- | ------- | ------- | ------ |
| 2022  | 153 964 | 0,6   | 0/200   | ▬0      | ▲15.   |